# Ribes glaciale
Ribes glaciale là một loài thực vật có hoa trong họ Grossulariaceae. Loài này được Wall. miêu tả khoa học đầu tiên năm 1824.